# 小野崎耕夫
小野崎 耕夫（おのざき こうふ、1861年1月5日（万延元年11月25日） - 1917年（大正6年）5月11日）は、日本の政治家、衆議院議員（1期）。

## 経歴
岩手県出身。漢学を修める。農業を営み、黒沼学校(現・花巻市立八幡小学校)教諭、宮野目村外12ヶ村戸長、同村長、同村会議員、稗貫郡会議員、同参事会員、岩手県会議員となる。
1908年の第10回衆議院議員総選挙において岩手県郡部から大同倶楽部公認で立候補して当選。衆議院議員を1期務め、1912年の第11回衆議院議員総選挙には出馬しなかった。1917年死去。